# Sericit

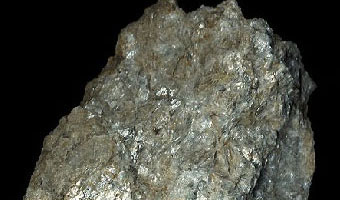
Sericit z Magurky v Nízkých Tatrách.

Sericit je jemně zrnitá světlá slída, odrůda muskovitu nebo paragonitu. Vytváří tabulkovité krystaly, shluky a agregáty nejčastěji v různych přeměněných horninách. Vryp sericitu je bíly a je dokonale štěpný.

## Výskyt
Často je součástí fylitů, nachází se i v pegmatitech a zřídka na rudných žilách. Na Slovensku se vyskytuje v Slovenském rudohoří a v Nízkých Tatrách (Magurka).